# Birel
Birel è un'azienda italiana che produce kart con sede a Lissone, fondata nel 1958 da Umberto Sala (Birél era il soprannome dato alla famiglia Sala). Il primo pilota della casa è il fratello del fondatore, Guido, già pilota motociclistico di successo, nel 1967 produsse brevemente auto da Formula 3 prima di dedicarsi completamente al karting.
È una delle case costruttrici più importanti della Formula Kart, e nella sua storia ha conquistato numerosi titoli europei e mondiali.

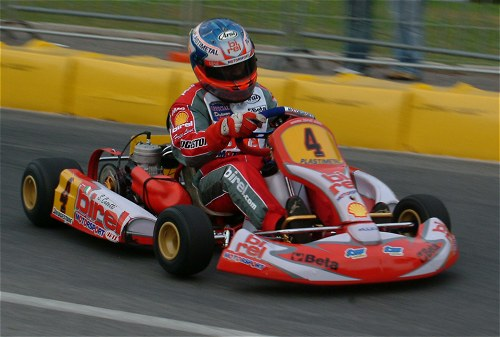
Il pilota Sauro Cesetti mentre gareggia su un kart Birel

## Piloti della Scuderia Kart Birel
- Guido Sala
- Riccardo Patrese
- Eddie Cheever
- Gabriele Gorini
- François Goldstein
- Elio De Angelis
- Stefano Modena
- Corrado Fabi
- Lake Speed
- Gianfranco Baroni
- Mike Wilson
- Lars Forsman
- Ruggero Melgrati
- Gianni Mazzola
- Mika Häkkinen
- Romeo Deila
- Andrea Gilardi
- Fabrizio De Simone
- Alessandro Piccini
- Gianluca Beggio
- Francesco Laudato
- Robert Kubica
- Ronnie Quintarelli
- Ennio Gandolfi
- John Lancaster
- Libor Toman
- Sauro Cesetti
- Jérôme d'Ambrosio